# Noktovizor

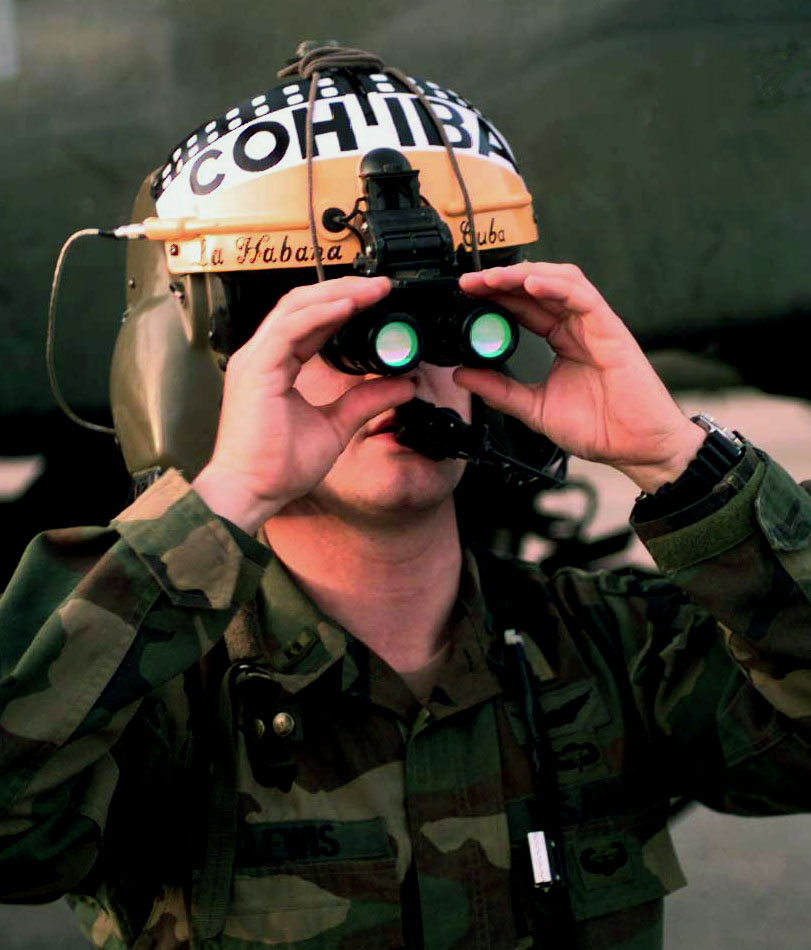
Noktovizor připevněný na letecké přilbě

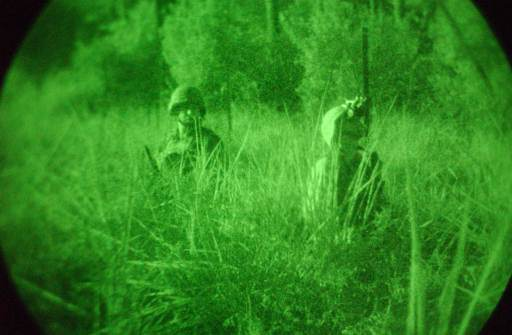
Američtí vojáci v Iráku

Noktovizor (infradalekohled) je elektrické zařízení zesilující zbytkové světlo. Používá se zejména pro vojenské účely nebo pro ostrahu důležitých objektů. Noktovizor může být součástí pozorovací elektroniky vozidla, existuje také jako osobní noktovizor pro jednotlivce.
Noktovizory pracují v infračerveném pásmu blízkém viditelnému světlu. Zachycují proto u obvykle teplých těles bezvýznamné množství jejich tepelného záření, tj. toho záření, které je úměrné teplotě povrchu tělesa, množství zachycené energie tedy není až tak ovlivněno teplotou tělesa. Naopak větší množství tepelného záření, které tedy obvykle, při obvyklých teplotách těles, nejvíce září při vlnových délkách okolo 10000 nm zachycují a využívají termovize. Noktovizor zesiluje záření o vlnových délkách 700 až 1000 nm a převádí ho do viditelné oblasti spektra. Obraz se obvykle zobrazuje na zeleném stínítku. Uživatel tak vidí monochromatický, zelený obraz.
Novější přístroje (např. AN/PVS-31A) v sobě kombinují klasický zesilovač zbytkového světla s možností vložení obrazu z externího zdroje videosignálu (externí termovize, vláknová optika, dalekohled) nebo zobrazení taktických dat (GPS koordináty, mapa).

## Výhody noktovizoru
- Noktovizor má oproti infračervenému pozorovacímu přístroji menší rozměry a menší energetickou náročnost.
- Oproti infračervenému snímači se nedá noktovizor oklamat tepelnou izolací, ale je možné potlačit odrazivost materiálů v infrapásmu vhodnou impregnací, nebo použitím speciálních tkanin vyvinutých pro tyto účely (moderní uniformy vojáků).

## Nevýhody noktovizoru
- Noktovizor není možné používat ve sklepeních a v jeskyních, pokud nemá přídavný zdroj infračerveného záření.
- Starší verze přístrojů se dají „oslepit“ silným zdrojem světla.